# Mylothris citrina
Mylothris citrina is een vlindersoort uit de familie van de Pieridae (witjes), onderfamilie Pierinae.
Mylothris citrina werd in 1898 beschreven door Aurivillius.